# 內蒙古獨立運動

內蒙古人民黨黨旗"蒙古青旗"

內蒙古（又稱南蒙古）在中華人民共和國的位置

內蒙古獨立運動，又稱南蒙古獨立運動，是历史上漠南蒙古等地区（今属中华人民共和国内蒙古自治区）的蒙古族尋求建立主權國家或者高度自治、甚至與蒙古国統一的運動。但自從清末到現代中國以漢族為主體的人口流動，內蒙古已經成為漢族佔絕對多數的地區，當地文化的樣貌已經產生巨變，占少数的蒙古族沒有辦法形成有效凝聚的政治勢力，因此此主张目前也没有显著的影响且幾乎消失。

## 歷史

### 後蒙古帝國時期及清朝統治下的蒙古
漢族領導的明朝成立後，元朝残余势力退回塞外，蒙古人在北元覆亡之后而活跃于蒙古高原，而戈壁沙漠南部则是明军对抗蒙古的前线。
有關滿洲皇帝與內蒙古各部互動最早的文件可追溯到1636年，其中承認了滿洲皇帝的宗主權，雖然也規定:「假如〔清〕王朝垮台，所有之前存在的法令將再次生效。」可是在被後金征服後，內蒙古從未再回到它之前的地位，清廷設立不同的盟旗管轄漠南蒙古地區，札萨克世袭的外藩蒙古被「分而治之」以防止威脅其統治。清代外藩蒙古中的内札萨克蒙古成为今内蒙古自治区的主体部分。1644年，清朝入主中原。清代后期的官方文书中出现了内蒙古和外蒙古的概念，内蒙古一词指内札萨克蒙古49旗。

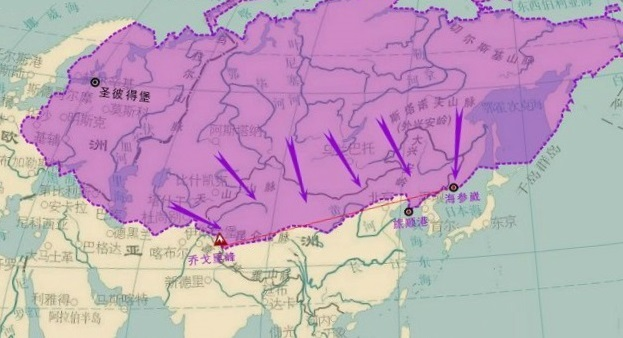
黃俄羅斯計劃示意圖

近代歐洲列強在亞洲開展博弈，根據「黃俄羅斯計畫」，即俄羅斯在兼併外滿州後進一步併吞中國領土的計畫中，从中俄边境的海参崴到新疆乔戈里峰划一条直线，將直线以北的土地併入俄国，即大清帝國的北部（内外蒙古、中國突厥斯坦、河西走廊、滿洲）纳入其計畫侵吞範圍之中。

### 外蒙古獨立
1911年辛亥革命爆發後，喀爾喀蒙古宣佈独立，成立大蒙古國。1913年博克多汗派兵進入內蒙古，獲得一些蒙古王公的響應，然而蒙古軍隊被北洋軍擊退，撤回外蒙古境內。1915年，中華民國北洋政府、俄羅斯帝國以及大蒙古國簽訂《恰克圖條約》。根據條約，外蒙古取得自治，承認中華民國為其宗主國，俄羅斯則取得外蒙古的各種特權。而内蒙古则被北洋政府分属于綏遠特別區、察哈爾特別區、熱河特別區。
1921年，孫中山提出中國是單一民族國家，「漢、滿、蒙、回、藏」共同組成「中華民族」。但中華民國對蒙古的主張並不被蒙古人所承認。1928年，中國國民黨執政後，即將北洋政府時期的特別區實行廢區設省，實行與漢地一樣的制度。

### 滿洲國與蒙疆聯合自治政府
1932年，前清末代皇帝溥儀出逃長春，在大日本帝國支持下，建立滿洲國。
1933年3月，日本關東軍侵入中華民國熱河省，4月占領中華民國察哈爾省東部的多倫。7月，內蒙古德穆楚克棟魯普親王集合了西蒙各旗王公召開了第一次自治會議，向南京國民政府通電請求自治。民國23年（1934年）4月，根據1934年2月公布的《蒙古自治辦法原則》，蒙古地方自治政務委員會在烏蘭察布盟百靈廟成立。雲端旺楚克任委員長，索諾木喇布坦、沙克都爾扎布任副委員長，徳穆楚克棟魯普任秘書長。根據同年日本内阁制定的《帝国外交政策》中日本分离華北的政策，日本開始介入華北地區，宣揚成立「蒙古國」與華北五省自治。
1935年，蘇聯把北滿鐵路賣給了滿洲國。內蒙古中部地區的德穆楚克棟魯普（德王）和雲端旺楚克（雲王）等王族在日本支持下要求實現內蒙古自治。蒙古軍與中華民國國軍發生全面衝突，史稱綏遠事件。1939年，德王在日本的支持下，在內蒙古建立蒙疆聯合自治政府政權，蒙疆聯合自治政府是汪精衛政權名義上的自治領土。
1941年4月13日，日蘇中立條約簽訂，日本和蘇聯約定滿洲國與蒙古人民共和國之間互相不侵犯對方領土。然而，在1945年2月的雅爾達會議上，蘇聯卻認為滿洲是中華民國領土，北滿鐵路和南滿鐵路由蘇聯與中國共管，外蒙古維持蒙古人民共和國的獨立現狀。

### 第二次世界大戰結束後

内蒙古人民共和国國旗

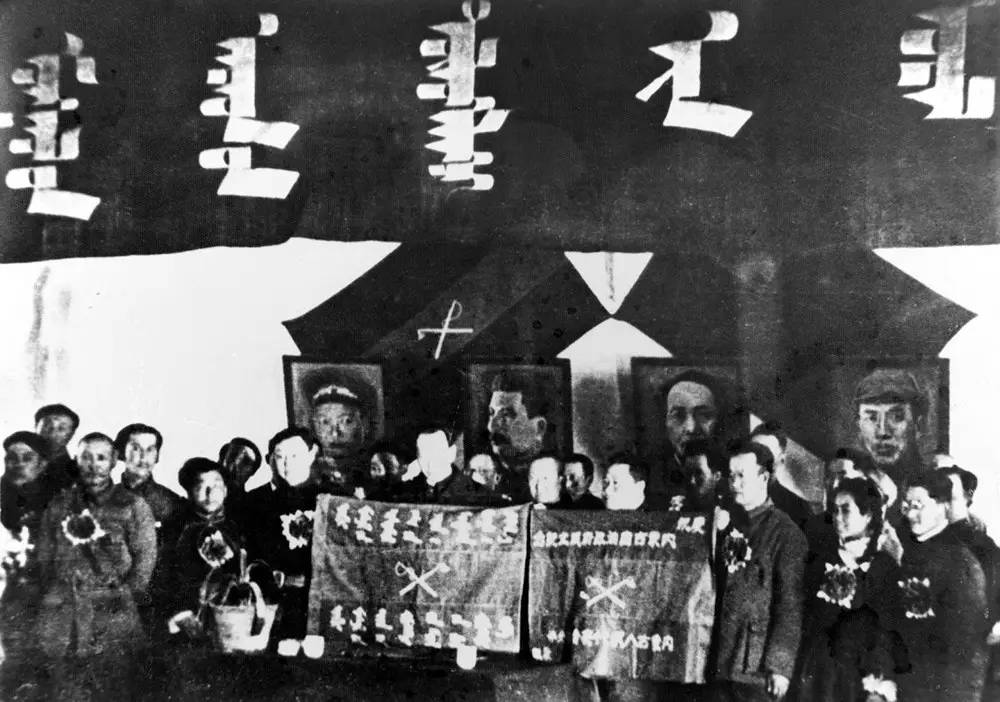
内蒙古自治政府成立仪式，从左到右所挂领袖照片分别为乔巴山、斯大林、毛泽东和朱德。

1945年，蘇聯紅軍對滿洲國與內蒙古發動攻擊，滿洲國和蒙疆聯合自治政府兩個傀儡政權滅亡。由於《雅爾塔協定》的約束，一些內蒙古精英要求併入蒙古人民共和國的主張沒有被蘇聯和蒙古國認可。滿洲和內蒙古被蘇聯佔領，隨後被中國共產黨接管。日本投降以後，中華民國政府與中國共產黨發生內戰。中共黨員烏蘭夫來到內蒙古，利用蒙古民族主義，將內蒙古人民共和國、東蒙古人民自治政府和呼倫貝爾自治省政府合併，建立內蒙古自治政府，就任主席。中華人民共和國成立以後，內蒙古自治政府改為內蒙古自治區，仍以烏蘭夫為政府主席。
1966年7月2日，时任中国国家主席刘少奇、中央书记处负责人邓小平代表中共中央找乌兰夫谈话，指责乌兰夫不搞阶级斗争，犯了地方民族主义和修正主义的严重错误。烏蘭夫被指稱圖謀內蒙古獨立与併入蒙古國而遭到批鬥，此後引發了內人黨事件，据中华人民共和国最高人民检察院特别监察厅起诉林彪、四人帮的起诉书，“内蒙古自治区因内人党冤案，有三十四万多名干部、群众遭到诬陷、迫害，一万六千二百二十二人被迫害致死。1978年4月20日，中共中央组织部长胡耀邦报请党主席兼总理华国锋，决定彻底平反所谓内人党，认为属于一大错案。
1979年11月13日，内蒙古自治区党委向中共中央递交了《关于滕海清在内蒙所犯下严重罪行和处理意见的报告》之后，于1980年6月又向中共中央纪律检查委员会递交了第二份报告。报告中指出：“在挖‘内人党’中，内蒙遭受的酷劫是骇人听闻的，林彪、康生、四人帮是这场浩劫的罪魁祸首。滕海清、吴涛、高锦明、权星垣、李树德、郭以清等人，是造成这一惨案的罪人！他们罪行严重、民愤极大，应予以党纪、国法的严肃制裁！不然，确实难以平内蒙古各族人民的民愤。”
1989年六四天安門事件以後，內蒙古獨立運動再次活躍。1995年，內蒙古人哈達等人成立南蒙古民主聯盟，試圖讓內蒙古脫離中國獨立。哈達在1995年12月10日遭到中國政府逮捕，以間諜罪、分裂國家罪關押。此後內蒙古獨立運動在國內和國外開始活躍。1997年，內蒙古人民黨在美國成立。2006年，蒙古自由聯盟黨在日本成立。內蒙古人民黨與蒙古自由聯盟黨在歐洲設立支部，聯合一些歐洲人權活動家舉行抗議中國政府壓制人權的活動。
2010年12月10日，哈達刑滿之後，其本人與其家族一起失蹤。國際特赦組織日本向中國政府表示譴責。此失蹤事件引起國際上的報導，使國際媒體開始注意內蒙古人權問題。
對內蒙古獨立的支持主要在日本等國的蒙古族僑民中存在。

### 引用
1. 1 2 3  沙拉德·索尼; 藍美華.  (PDF). 蒙藏現況雙月報. 2006  [2023-02-24]. （原始内容存档 (PDF)于2023-01-09）.
2. ↑  . 日本外交主要文書・年表(1),52頁. 東京大学東洋文化研究所 田中明彦研究室. 1941年4月13日  [2011-01-09]. （原始内容存档于2015-09-24）.
3. ↑  . 日本外交主要文書・年表(1),56‐57頁.条約集第24集第4巻. 東京大学東洋文化研究所 田中明彦研究室. 1945年2月11日  [2011-01-09]. （原始内容存档于2016-01-05）.
4. ↑  《刘少奇、邓小平与乌兰夫的谈话记录》——《文革资料》内蒙古党委机关红旗联合总部1967年8月编印
5. ↑  《关于林彪、江青“四人帮”制造“内人党”假案的报告》 内蒙党委文件
6. 1 2  Joshua Lipes. . Radio Free Asia. 2010-12-08  [2011年1月8日]. （原始内容存档于2020-12-09）.
7. ↑  内モンゴル人民党幹事長フビスガルト,モンゴル自由連盟党幹事長ダイチン,モンゴル人留学生代表・ジャルガラ. . 日本ウイグル協会. 2011-01-03  [2011年1月8日]. （原始内容存档于2019-06-26）.
8. ↑  . Southern Mongolian Human Rights Information Center. October 2, 2004  [2011年1月8日]. （原始内容存档于2016年10月10日）.
9. ↑  モンゴル自由連盟党 日本支部. . モンゴル自由連盟党.   [2011年1月8日]. （原始内容存档于2016年3月6日）.
10. ↑  . アムネスティ・インターナショナル日本. 2011-01-01  [2011-01-08]. （原始内容存档于2020-03-15）.
11. ↑  . ニューズウィーク. 2010年12月24日  [2011年1月8日]. （原始内容存档于2018年2月9日）.
12. ↑  . Reuters. 2010年12月14日  [2011年1月8日]. （原始内容存档于2015年6月10日）.

## 外部連結
- 南蒙古新闻 （页面存档备份，存于）（蒙古文）（英文）（日語）（中文）
- 蒙古自由聯盟黨 （页面存档备份，存于）（日語）（中文）（蒙古文）
- 南蒙古人權情報中心 （页面存档备份，存于）（英文）（中文）（蒙古文）
- 內蒙古人民黨（英文）（中文）（蒙古文）